# Ommatius tibialis
Ommatius tibialis är en tvåvingeart som beskrevs av Thomas Say 1823. Ommatius tibialis ingår i släktet Ommatius och familjen rovflugor. Inga underarter finns listade i Catalogue of Life.